# Taggia
Taggia est une commune italienne située dans la province d'Imperia, dans la région Ligurie, dans le Nord-Ouest de l'Italie.

## Géographie
La commune est traversée par la Fora di Taggia, qui prend sa source dans le parc naturel régional des Alpes Ligures (en) au-dessus du village de Creppo.

## Histoire
Selon des sources locales, les premières implantations humaines remontent à l'époque préromaine. Les historiens n'excluent pas l'existence d'un lieu de culte – dédié au dieu ligure Belenos – dans la zone connue sous le nom de Capo Don (dans la commune de Riva Ligure). Les premières traces de ce site remontent aux Xe  et  VIIe siècles av. J.-C., grâce à la découverte d'anciennes tombes funéraires sur le mont Grange, où se dressait autrefois un fort ligure, servant également de comptoir commercial et ouvert aux importations de toute la Méditerranée. Le site passa ensuite sous domination romaine à partir du Ier siècle av. J.-C. Un port-canal continua de fonctionner au pied du cap et, à l'époque impériale, plusieurs villas rustiques et un relais de poste furent construits à proximité, mentionnés sous le nom de Costa Balenae dans la célèbre Table de Peutinger. La région était desservie par la Via Julia Augusta, qui traversait toute la Ligurie occidentale. À Costa Balenae, elle s'incurvait vers l'intérieur des terres, traversant le ruisseau près de la ville actuelle. Des fouilles archéologiques commencées peu avant 1940, puis élargies à partir des années 1980, ont mis au jour les vestiges d'un édifice religieux avec une nécropole et le bassin octogonal d'un important baptistère paléochrétien. À l'intérieur de la vallée, entre les Ve  et  VIe siècles, se développa la cité fortifiée de Campomarzio, ou Castel San Giorgio, pierre angulaire du système défensif byzantin en Ligurie (le Limes).
Le village fut probablement détruit et abandonné lors de l'invasion lombarde de Rothari en 641, qui conduisit également au déclin de San Giorgio.
Dès lors, les habitants locaux commencèrent à peupler un nouveau village, sur une petite colline à environ trois kilomètres de la côte, connu depuis la fin du Xe siècle sous le nom de « Tabia ». L'abbaye de Nostra Signora del Canneto (it) fut fondée au VIIe siècle par les moines de Saint Colomban, qui adoptèrent ensuite la réforme de la Règle de Saint Benoît vers le IXe siècle, comme à Bobbio, Pedona et Lérins.
La région entière fut la cible d'attaques sarrasines entre les IXe  et  Xe siècles, mais la tradition selon laquelle Taggia fut sauvée de ces assauts grâce à l'intervention miraculeuse de Benedetto Revelli (it), évêque d'Albenga (dont Taggia appartenait au diocèse jusqu'en 1831), est tout à fait légendaire. Revelli, considéré comme originaire de Taggia, fut plus tard proclamé saint.
Les incursions sarrasines qui dépeuplèrent la côte touchèrent également l'abbaye de Taggia. En 891[5][6], les Sarrasins profanèrent le monastère, le démolirent, massacrèrent tous les moines et brûlèrent la précieuse bibliothèque. Il fut reconstruit à la fin du Xe siècle, toujours par les moines bénédictins de l'abbaye de Santo Stefano de Gênes, propriété de Bobbio, qui s'établirent sur le territoire de Taggia et Villaregia (aujourd'hui Santo Stefano al Mare).
Taggia devint, au moins à partir de 1153, le domaine féodal de la famille Clavesana, qui céda la ville à la République de Gênes en 1228. À partir de 1273, elle devint le siège du podestat local, conservant une certaine autonomie et étendant ses pouvoirs aux communes voisines d'Arma, de Ripa Tabie (aujourd'hui Riva Ligure) et d'une partie du territoire de Pompeiana et de Bussana (cette dernière faisant aujourd'hui partie de Sanremo). En 1381, elle adopta (ou plutôt renouvela) ses propres statuts, qui, entre autres, conféraient au podestat des pouvoirs juridictionnels.
Au XVIIe siècle, le poète Stefano Rossi (it) était actif, louant les vertus de ses habitants et du village, offrant un récit intéressant de la vie à Taggia à cette époque.[7]
Taggia et son podestat devinrent des alliés fidèles de la République de Gênes, suivant ainsi son destin historique jusqu'à sa suppression en 1797, puis pendant la République ligurienne qui suivit. Le territoire de Taggia fut inclus dans le canton du même nom, sous la juridiction de la Palme, avec pour capitale Sanremo. À partir de 1805, avec le passage de la République ligurienne au Premier Empire français, il retourna sous la juridiction des Oliviers et devint partie intégrante du département français des Alpes-Maritimes.
Combat de la Taggia le 7 mai 1800 (17 floréal de l'an VIII)
Il fut annexé au Royaume de Sardaigne en 1815[8] après le Congrès de Vienne de 1814, suite à la chute de Napoléon Bonaparte. Faisant partie du Royaume d'Italie depuis 1861, la commune de Taggia était, de 1859 à 1926, incluse dans le VIe arrondissement du même nom, dans le district de Sanremo, province de Nice (devenue plus tard province de Porto Maurizio et, à partir de 1923, province d'Imperia).
De 1973 au 30 avril 2011, elle était le siège administratif de la communauté de montagne Argentina Armea, cette dernière ayant été supprimée par la loi régionale n° 23 du 29 décembre 2010[9] et entrée en vigueur le 1er mai 2011[10].

## Économie
La production d’olives et des dérivés (huile, pâté d’olives, etc.) a acquis une bonne réputation grâce à la production de la variété d’olive taggiasca (dérivé du nom de la ville) qui a obtenu l’appellation d’origine protégée (AOP) en 1997.

## Culture
Village principal dominant la vallée de l'Argentina, Taggia fut, aux XVe et XVIe siècles, un important centre artistique qui rassemblait des peintres tels que le niçois Louis Bréa, le piémontais Canavese, les génois Perin del Vaga et Luca Cambiaso. Un bel ensemble de peintures de Louis Bréa est conservé au "Convento San Domenico". Des musiciens italiens[évasif] ont également séjourné à Taggia au cours du XIXe siècle.[non pertinent]

## Monuments et patrimoine
- San Domenico - ensemble monastique (1460 - 1490) des maestri comacini Gasperino da Lancia et Filippo da Carlono, décoré par Donato Montorfano. Il comporte des tableaux de Ludovico Brea, le polyptyque de San Domenico e Santi de Giovanni Canavesio et des fresques.
- Nostra Signora del Canneto - église romane ; les fresques sont du XVIe siècle.
- San Martino - église du monastère ; les fresques sont du XVe siècle.
- Le « Santuario della Madonna Miracolosa » est une basilique construite vers 1600 à la place d'une ancienne église romane. Réalisée par Gian Lorenzo Bernini (le célèbre architecte romain « Le Bernin »), cette église est finement décorée dans le style baroque, et elle ne possède qu'une seule nef. Une statue de la Vierge Miraculeuse, datant de 1851, de style baroque, embellie en 1930, est visible dans la 4e chapelle du côté gauche de l'édifice. La basilique possède aussi un très bel orgue construit par Giosué Agati et ses fils en 1839 ; cet instrument a été restauré en 1979.

## Transport
La ville dispose d'une gare fondée en 2001, et d'un réseau d'autobus.

## Administration
| Période                                  | Période  | Identité         | Étiquette | Qualité |
| ---------------------------------------- | -------- | ---------------- | --------- | ------- |
| 29 mai 2007                              | En cours | Vincenzo Genduso |           |         |
| Les données manquantes sont à compléter. |          |                  |           |         |

### Hameaux
Arma di Taggia, Borghi, Levà

### Communes limitrophes
Badalucco, Castellaro, Ceriana, Dolcedo, Pietrabruna, Riva Ligure, Sanremo

### Évolution démographique
Habitants recensés

## Personnalités nées à Taggia
- Pasquale Anfossi (1727-1797), compositeur
- Carmine Gallone (1886-1973), cinéaste